# Turó dels Cirers
El Turó dels Cirers és una muntanya de 1.056 metres que es troba al municipi de Ripoll, a la comarca catalana del Ripollès.